# Certidão de casamento

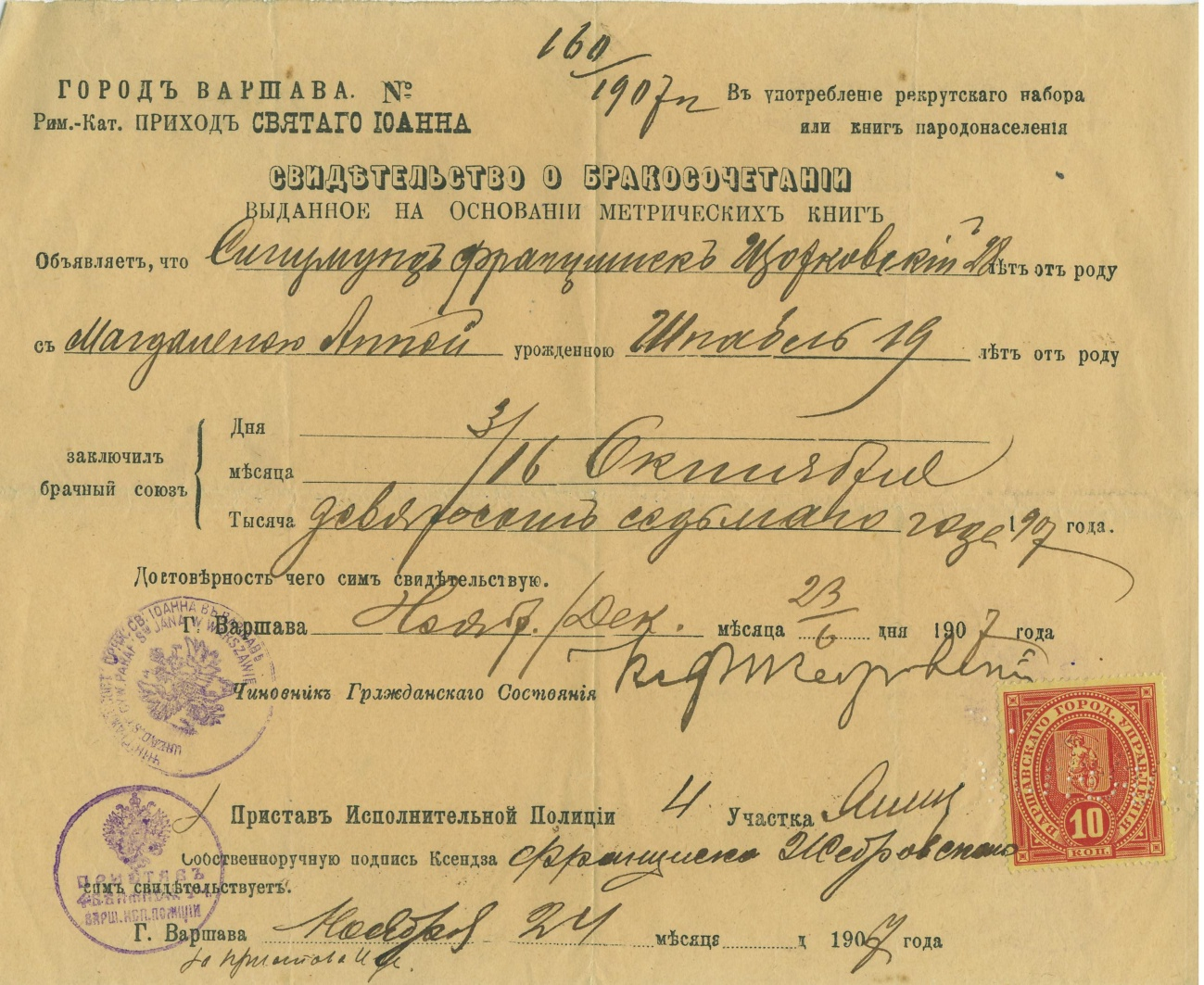
Certidão de casamento, 1907. Documento original em língua russa, datado usando datas do estilo antigo e do novo estilo em Varsóvia (então parte do Império Russo). Certidão datada de 23/6 de novembro de 1907; o casamento datado de 16/03 de outubro de 1907.

Certidão de casamento é um documento cujo conteúdo é extraído do assento de casamento lavrado em um livro depositado aos cuidados de um cartório de registro civil (em Portugal: conservatória do registo civil).
Uma certidão de casamento pode ser emitida no Brasil em dois formatos: em Breve relato, que traz os dados principais inscritos no livro de assentamento ou em Inteiro teor, que reproduz todo o assento de nascimento em sua integralidade. A certidão 'inteiro teor' também é chamada de de Certidão Verbum ad Verbum.
Em Portugal, as certidões de nascimento podem ser emitidas em três diferentes formatos: narrativa, cópia integral e modelo internacional. Os dois primeiros formatos equivalem às certidões brasileiras em breve relato e em inteiro teor, respectivamente. A certidão em modelo internacional é emitida segundo regras da Convenção da Haia, tendo formato plurilíngüe.